# Gastornis
Gastornis is een geslacht van uitgestorven grote vogels dat tijdens het Paleoceen en het Eoceen (61-40 miljoen jaar geleden) leefde. Soorten uit dit geslacht leefden in zowel West-Europa als Noord-Amerika. De gangbare gedachte is dat Gastornis met zijn grote snavel en sterke poten paardachtigen en andere hoefdieren overmeesterde, maar het is echter niet geheel zeker of Gastornis een carnivoor was. Sommige wetenschappers menen dat het dier zijn scherpe snavel gebruikte om planten door te snijden.

## Ontdekking en naamgeving

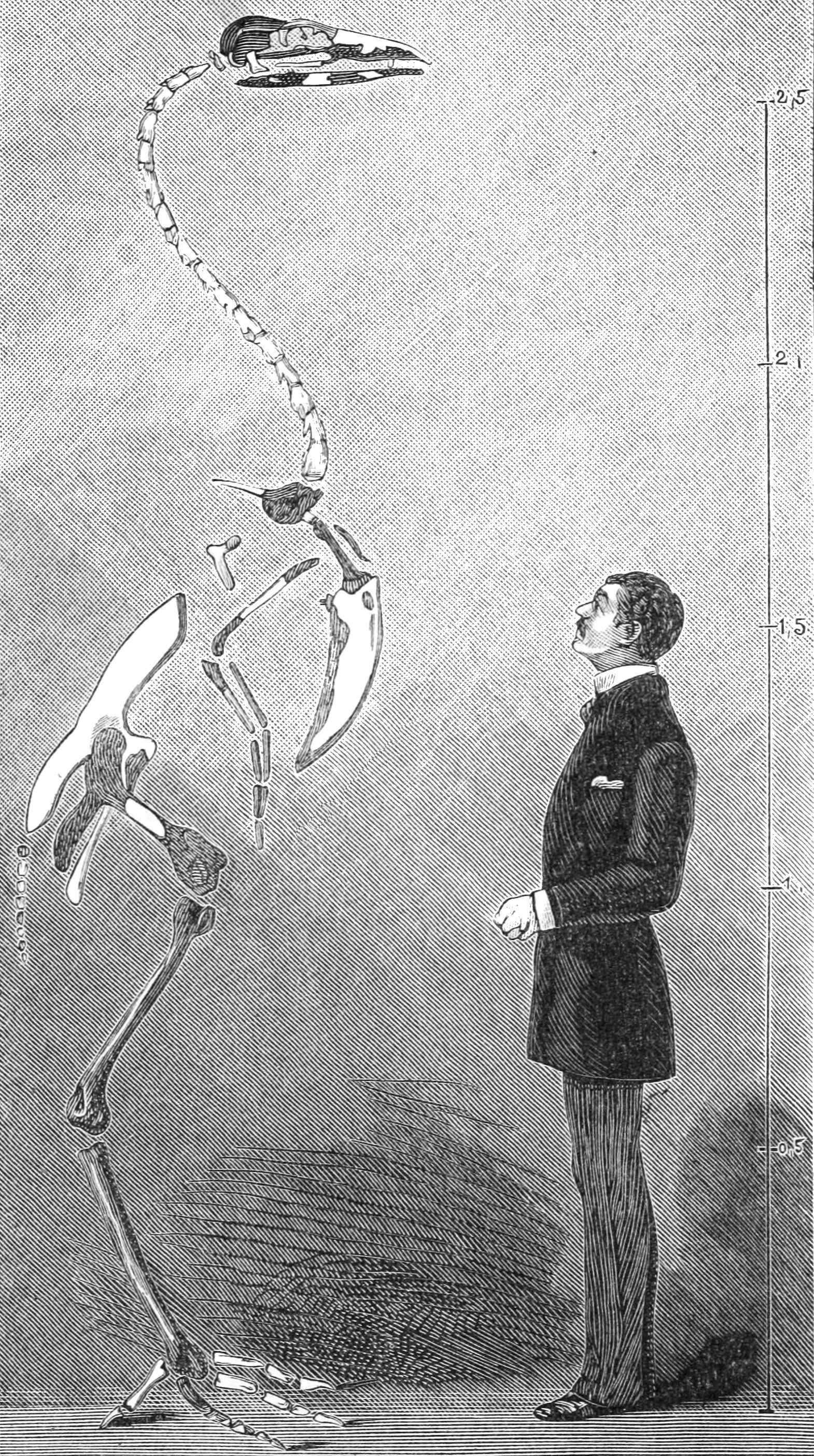
De reconstructie van Gastornis volgens Lemoine.

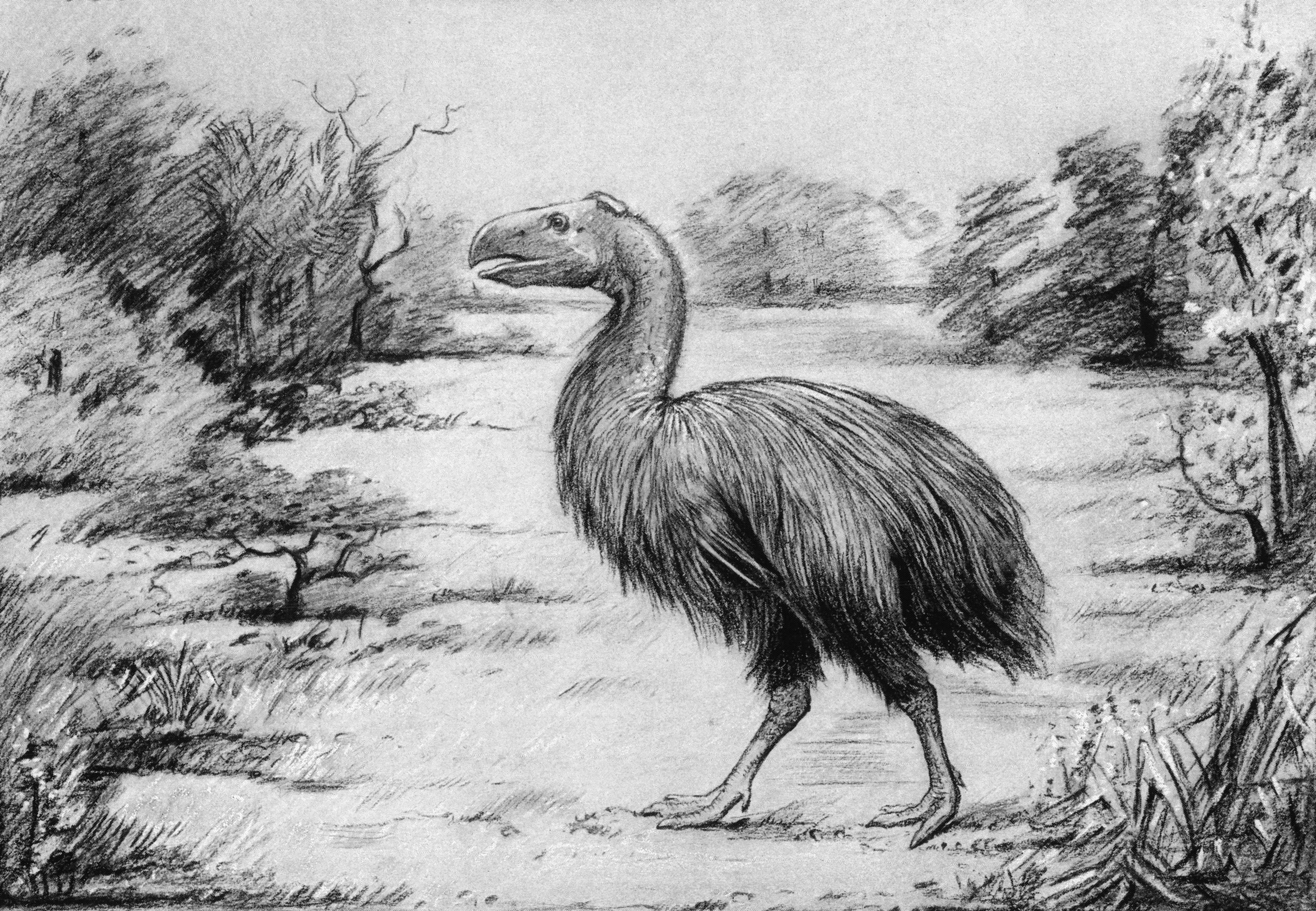
Een reconstructie van Diatryma in een artikel van Matthew en Granger uit 1917.

### Eerste vondsten in Europa
De eerste fossielen van Gastornis werden in 1855 door de Fransman Gaston Planté in de Conglomérat de Meudon nabij Parijs gevonden en naar hem en de vindplaats Gastornis parisiensis genoemd. De vondst van deze soort kreeg veel nationale en internationale aandacht, aangezien Gastornis niet alleen een reusachtige vogel maar destijds ook een van de oudste bekende vogels was. De fossielen waren echter te beperkt om een goede reconstructie van Gastornis te maken. Daarnaast was ook de verwantschap met andere vogels op basis van het beschikbare materiaal moeizaam. Gastornis werd nog beroemder door de vondst van fossielen door Victor Lemoine in de Laat-Paleocene gesteentes van Cernay nabij Reims. Deze gesteentes bevatten destijds de oudst bekende Europese fossielen van gewervelden uit het Tertiair. Op basis van zijn vondsten maakte Lemoine een reconstructie van het skelet van Gastornis, waarbij hij het dier voorstelde als een 2,70 meter hoge en slankgebouwde vogel met een lange, getande bek. Aangezien er van de schedel van Gastornis slechts enkele fragmenten beschikbaar waren, werd Lemoine in zijn reconstructie sterk beïnvloed door de recente beschrijvingen van Archaeopteryx en de getande zeevogels Hesperornis en Ichthyornis. In latere jaren werden meer fossielen van Gastornis gevonden in België (1883) en Engeland (1885), maar de reconstructie van Lemoine bleef gehandhaafd.

### Diatryma
In 1876 vond de paleontoloog Edward Drinker Cope in New Mexico eveneens fossielen van een grote loopvogel, daterend uit het Vroeg-Eoceen. Hij beschreef de resten als Diatryma gigantea. Verwantschap met Gastornis werd al snel gesuggereerd door bepaalde wetenschappers, zoals door Elliott Coues in 1884, maar er was te weinig beschikbaar materiaal voor een goede vergelijking. In 1917 vonden William Matthew en Walter Granger in Bighorn Basin in Wyoming een vrij compleet skelet van Diatryma uit het Vroeg-Eoceen. Ze maakten een reconstructie van het skelet die sterk afweek van Lemoines reconstructie van Gastornis. Matthew en Granger uitten hun twijfels over de juistheid van de reconstructie van Lemoine en verzochten om een revisie van het Franse materiaal. Dit gebeurde echter niet, waardoor de twijfel over de verwantschap tussen Gastornis en Diatryma bleef bestaan. Nieuwe vondsten van verschillende grote niet-vliegende vogels uit het Paleogeen in Duitsland, Frankrijk en Zwitserland werden opvallend genoeg aan Diatryma en niet aan Gastornis toegeschreven.

### Samenvoeging van de twee geslachten
In 1992 volgde uiteindelijk een revisie van het beschikbare materiaal van Gastornis door Martin. De reconstructie van Lemoine bleek grotendeels gebaseerd op materiaal dat niet van een vogel afkomstig was. De fossielen van Gastornis en Diatryma waren sterk vergelijkbaar, hoewel er wel morfologische verschillen waren. Buffetaut oordeelde in 1997 dat de morfologische verschillen te beperkt zijn om twee verschillende geslachten te rechtvaardigen, waarna in 2002 Mlíkovský Gastornis en Diatryma officieel gelijkstelde met Gastornis als correcte benaming aangezien dit de eerst gebruikte naam is.

## Fossiele vindplaatsen
Fossielen van Gastornis zijn bekend uit België, de Duitse bondstaten Hessen en Saksen-Anhalt, Engeland, Frankrijk, Zwitserland, het Canadese Ellesmere Island, en de Amerikaanse staten Colorado, New Jersey, New Mexico en Wyoming.

## Omgeving
Het mondiale klimaat in de periode dat Gastornis leefde was tropisch tot subtropisch, waarbij regenwouden tot in de poolstreken voorkwamen. Er is een sterke overeenkomst in de fauna tussen Europa en Noord-Amerika tijdens het Vroeg-Tertiair, met name tijdens het Vroeg-Eoceen. Beide continenten lagen in deze periode nog dicht bij elkaar en waren waarschijnlijk slechts door smalle zeestraten van elkaar gescheiden. De oudste Gastornis-fossielen zijn afkomstig uit Europa en daarom is de nu gangbare hypothese dat Gastornis tijdens het Laat-Paleoceen in Europa is ontstaan en vervolgens naar Noord-Amerika is gemigreerd als onderdeel van de grote uitwisseling in fauna tussen beide continenten in deze periode. Een arctische route via Groenland lijkt het waarschijnlijkst, gezien de vermoedelijke geografie van destijds en de vondst van fossielen van Gastornis op Ellesmere Island.

De vermeende gastornis-veren uit de Green-River-formatie

## Beschrijving

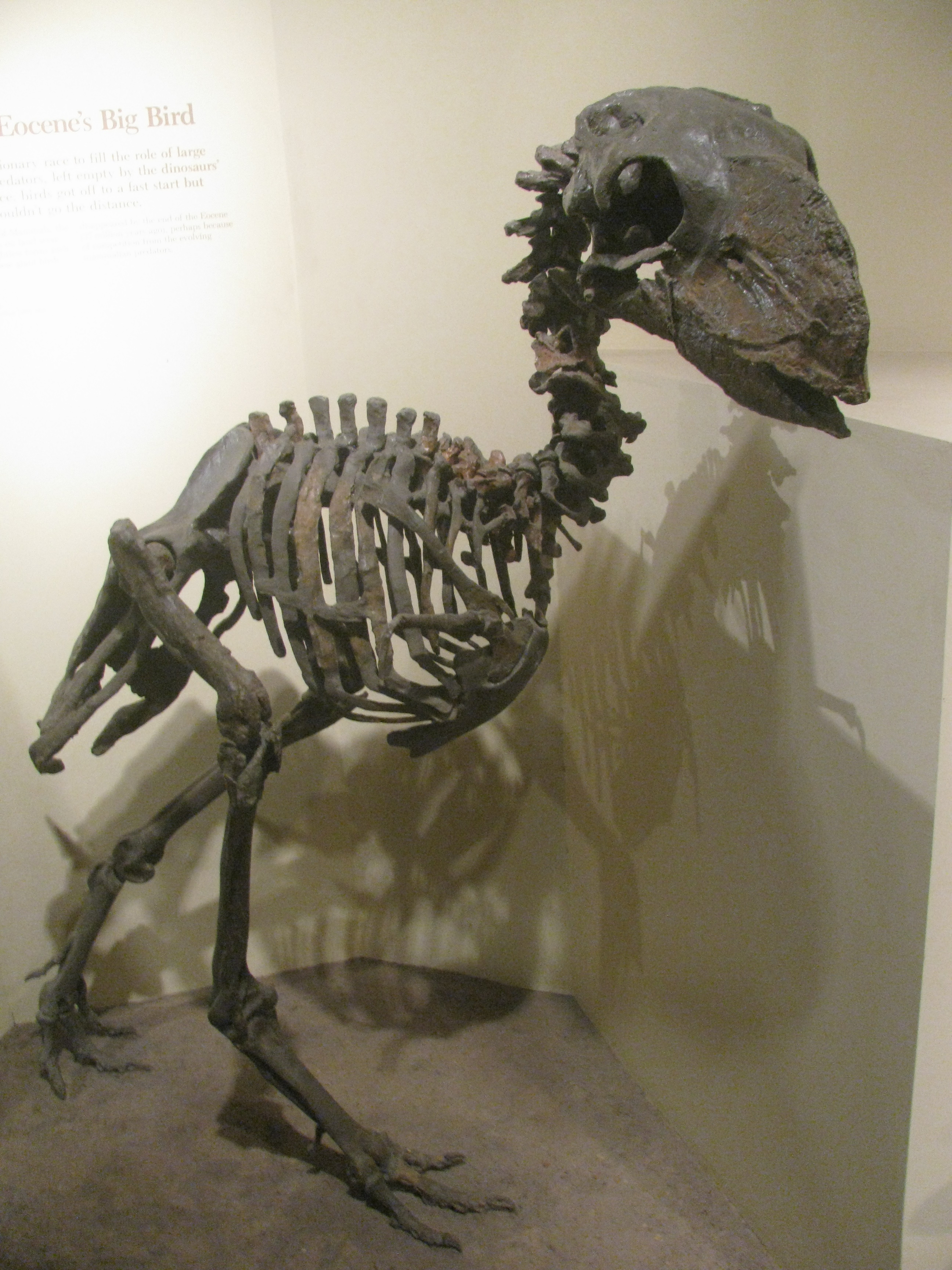
G. giganteus-skelet, National Museum of Natural History

Gastornis was een krachtig gebouwde niet-vliegende vogel met rudimentaire vleugels en robuuste poten. Met een hoogte van ongeveer 1,75 tot 2,2 meter was Gastornis een van de grootste, zo niet dé grootste vogel van het Paleogeen. Het totale lichaamsgewicht bedroeg ongeveer honderd kilogram. De Europese soorten waren kleiner dan de Noord-Amerikaanse soorten. De schedel was ongeveer vijftig centimeter lang, waarvan de snavel circa twintig centimeter innam. Het type veren van Gastornis is onbekend, waarbij in reconstructies vaak wordt uitgegaan van een bevedering vergelijkbaar met die van de hedendaagse loopvogels, zoals de haarachtige veren van de Nieuw-Zeelandse kiwi. Vermeende gefossiliseerde veren van Gastornis in de Green River-formatie in Colorado bleken bij nader onderzoek plantenmateriaal.

### Voeding
Het voedingspatroon van Gastornis is een twistpunt. Aanvankelijk werd de vogel beschouwd als een carnivoor, waarbij de grote snavel en de sterke poten gebruikt werden voor het overmeesteren van prooidieren zoals de eerste hoefdieren. De krachtige snavel werd vervolgens gebruikt voor het scheuren van vlees en het breken van botten. Later meenden sommige wetenschappers dat Gastornis een fruit- en noteneter was vanwege de afwezigheid van een gehaakte snavel en geklauwde poten, twee kenmerken van de hedendaagse roofvogels. Ook wezen bepaalde biomechanische analyses van de snavel en de schedel van Gastornis meer op een plantenetend dan vleesetend voedingspatroon. Hedendaagse vogels kunnen echter gras, bladeren en harde noten eten met schedels en snavels die maar een fractie van het formaat van Gastornis hebben. In tegenstelling tot zoogdieren vindt bij vogels geen verwerking van voedsel plaats in de mond en geeft een vergroting van het absolute formaat van de kop voorbij de grootte die nodig is voor het eten van gras of noten geen voordeel. Een goed voorbeeld is de palmkaketoe (Probosciger aterrimus) die een snavel heeft waarmee het in staat is de hardste inheemse noten te kraken. Een palmkaketoe met het formaat van Gastornis, maar met een gelijk gebleven formaat kop en snavel, is nog steeds in staat de hardste noten te kraken. Bovendien hebben alle hedendaagse plantenetende loopvogels een relatief kleine kop in vergelijking met het lichaam. De kaken en snavel van Gastornis lijken sterk op die van papegaaien en andere zaadeters, maar zijn te groot met een te grote bijtkracht voor een zaadeter. De grote snavel en kop van Gastornis past in dat opzicht het beste bij een vleesetende leefwijze. Gezien het formaat van Gastornis, was het dan waarschijnlijk niet erg snel en joeg deze vogel vanuit een hinderlaag of was het een aaseter. Aangezien Gastornis niet kon vliegen, bevonden de nesten zich zeer waarschijnlijk op de grond. Door zijn formaat zal Gastornis weinig natuurlijke vijanden of concurrenten hebben gehad anders dan soortgenoten of enkele grotere zoogdieren zoals bijvoorbeeld Arctocyon, een beerachtig hoefdier met het formaat van een jakhals. Met het ontstaan van de grotere vleesetende zoogdieren als de creodonten en de mesonychiden in het Midden-Eoceen was de rol van Gastornis als roofdier aan de top van de voedselketen uitgespeeld. Anderzijds vertoont de verhouding van calcium-isotopen in de beenderen van Gastornis meer gelijkenis met de verhouding van herbivoren dan die van carnivoren, wat meer pleit voor een plantenetend bestaan.

## Soorten
Er zijn tegenwoordig vijf soorten aanvaard:
- G. parisiensis

Laat-Paleoceen tot Vroeg-Eoceen van West-Europa
synoniemen: Gastornis edwardsii Lemoine, 1878; G. klaasseni Newton, 1885
- Gastornis russeli L. Martin, 1992

Laat-Paleoceen van Berru, Frankrijk
- Gastornis sarasini Schaub, 1929

Vroeg- tot Midden-Eoceen van West-Europa
synoniemen: Diatryma geiselensis Fischer, 1978; D. sarasini Schaub, 1929
- Gastornis ajax Shufeldt, 1913

Laat-Paleoceen van Wyoming, Verenigde Staten
synoniemen: Diatryma ajax Shufeldt, 1913
- Gastornis giganteus Cope, 1876

Vroeg- tot ?Midden-Eoceen van Noord-Amerika
synoniemen: Barornis regens Marsh, 1894; Diatryma gigantea Cope, 1876; D. steini Matthew & Granger, 1917; Omorhamphus storchii Sinclair, 1928; O. storchi Wetmore, 1931

## Fylogenie
Hoewel de familie Gastornithidae onomstreden is, is het nog niet zeker tot welke orde en superorde Gastornis hoort. Volgens sommigen behoort de vogel tot de Gruiformes (kraanvogelachtigen). Anderen menen echter dat Gastornis tot een eigen orde Gastornithiformes binnen de Galloanserae hoort en dus een lid is van dezelfde superorde als de kip- en eendachtigen.